# Heuerhaus

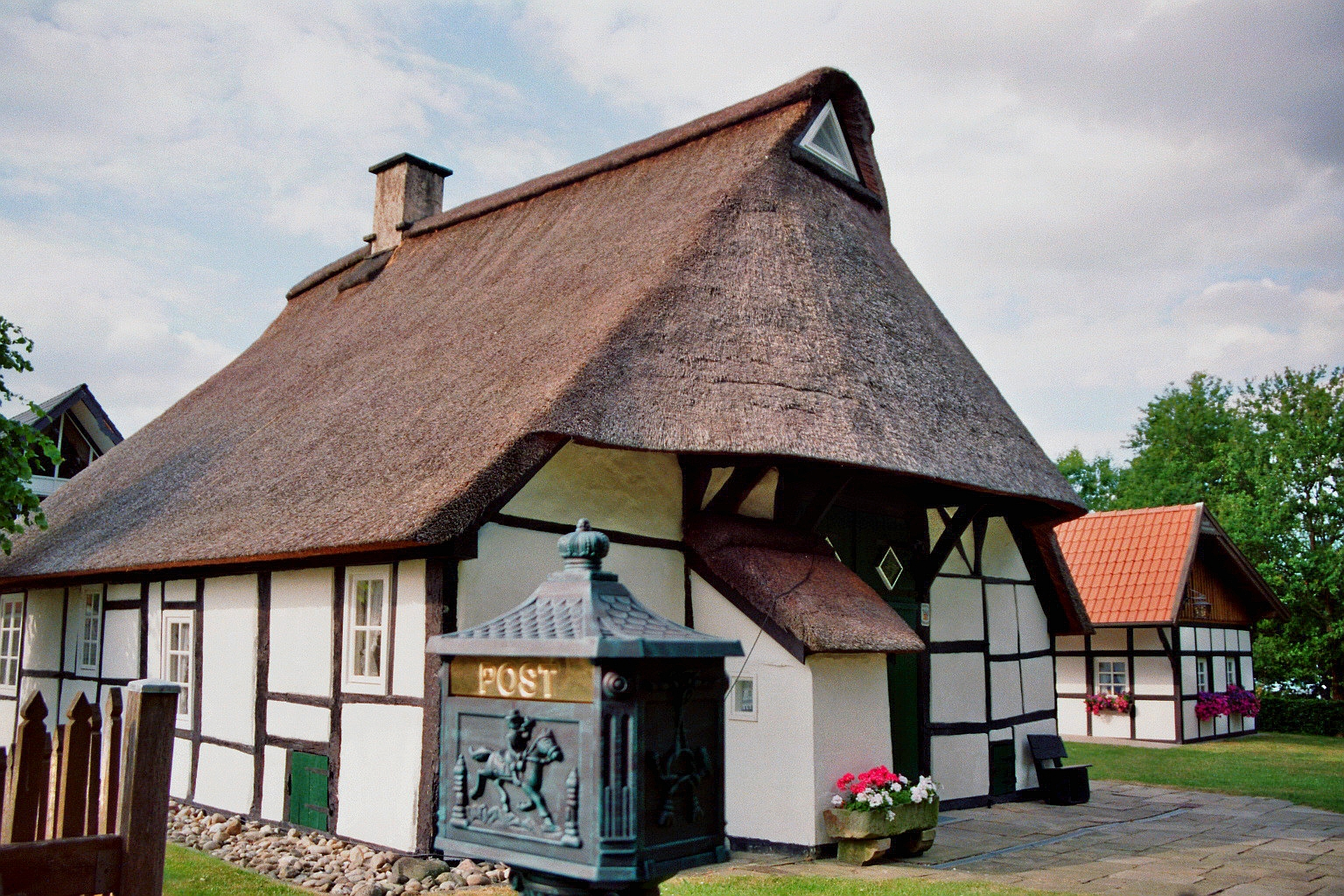
Heuerhaus in Mettingen (Boekersches Heuerhaus)

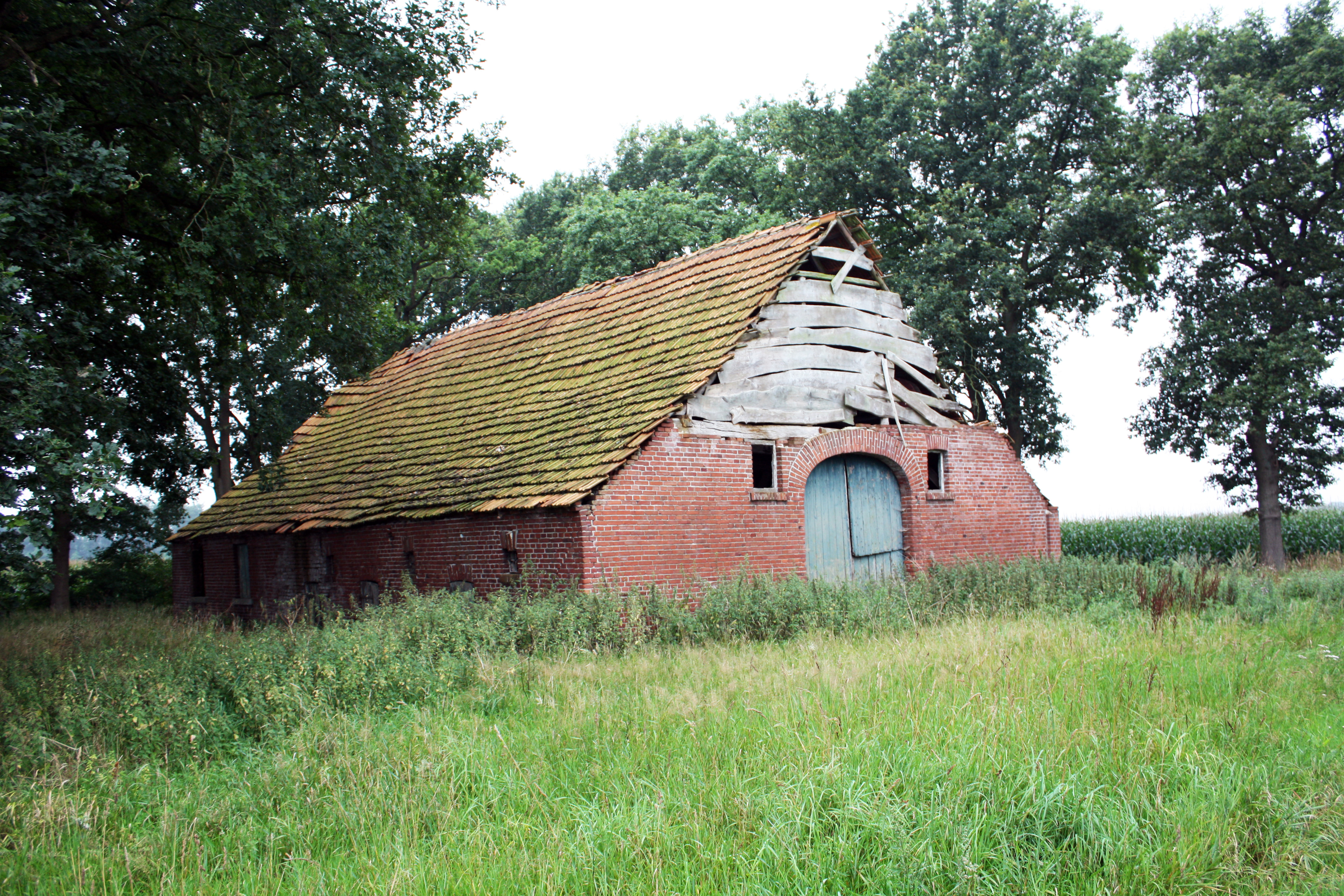
Ehemaliges Heuerhaus in Bawinkel-Lotterfeld

Als Heuerhäuser werden die zu einem Bauernhof gehörenden Wohngebäude für Bedienstete, insbesondere in den Heiden Nordwestdeutschlands bis nach Ostfriesland bezeichnet.
Die Bediensteten (Heuerleute oder Heuerlinge) waren oft spätergeborene Söhne des Bauern, die ihrem ältesten Bruder das Hoferbe überlassen mussten. Zum Heuerhaus gehörte regelmäßig auch ein Stück Land, das vom Heuermann bearbeitet wurde und dessen Ertrag ihm selber zustand. Mit diesem Pachtbesitz und zusätzlicher handwerklicher Tätigkeit ließ sich häufig nur ein schmales Einkommen erzielen. Viele Männer aus diesen Heuerlingsfamilien zogen daher regelmäßig im Sommer zum Grasmähen oder Torfstechen in das benachbarte reiche Holland, oder sie verdingten sich dort als Seeleute auf den Schiffen. Als die USA im frühen 19. Jahrhundert aktiv um Einwanderer und Arbeitskräfte warben, waren es im Oldenburger Münsterland und im Osnabrücker Land vor allem die ehemaligen Hollandgänger die sich in der Neuen Welt eine eigene Existenz aufbauten.
Das Heuerhaus glich häufig einer kleinen Ausfertigung des Bauernhauses. Vorn im Haus fehlten in der Regel die Pferdeställe, dafür war auf der einen Seite Platz für eine Kuh, auf der anderen Seite für einige Schweine. Vor allem im Oldenburger Münsterland und in der Lüneburger Heide waren Heuerhäuser aus Eichen-Fachwerk vorherrschend, mit Backsteinen oder Lehm ausgemauert, die auf Fundamenten aus massiven Feldsteinen ruhten. Da die Heuerleute meistens nicht Eigentümer des Hauses waren und die Bauern zur Errichtung in der Regel nur billige oder wiederverwertete Materialien nutzten und bei Reparaturen sparten, waren die Lebensbedingungen in den engen und kalten Häuser sehr einfach. In Teilen des Verbreitungsgebietes des Heuerlingswesens wurden die Heuerhäuser auch als Kotten bezeichnet.
Restaurierte Heuerhäuser können heute u. a. im Freilichtmuseum Ammerländer Bauernhaus in Bad Zwischenahn und im Museumsdorf Cloppenburg besichtigt werden.